# ヒューイ・ロング暗殺事件
ヒューイ・ロング暗殺事件（ヒューイ・ロングあんさつじけん）は、1935年9月8日に、元ルイジアナ州知事で、現職の民主党上院議員であったヒューイ・ロングがルイジアナ州会議事堂にてカール・ワイスに銃撃された事件。ワイスはその場で射殺され、致命傷を負ったロングは、その2日後の9月10日に亡くなった。ロングは支持者が多く、影響力を持った政治家であり、翌1936年の大統領選挙において現職のフランクリン・ルーズベルトの再選を脅かす有力候補者と見られていた。
当時、ロングは政敵である州判事ベンジャミン・ペイリーの追い落としを図り、彼を追放するための区割り法案の可決のため、州議事堂に詰めていた。可決直後、ロングは廊下で待ち伏せしていたペイリーの娘婿であるワイスに襲われた。一般には、ワイスはロングの胸を撃ち、彼のボディーガードによってその場で射殺されたとされている。しかし、詳細については陰謀論も含めて当時から論争があり、ワイスはロングを殴っただけで、それに対抗したボディーガードの流れ弾によってロングが死亡したなどがある。ロングは病院に搬送され、緊急手術を受けたが内出血が止まらず、撃たれてから31時間後の9月10日午前4時10分に死亡が確認された。
ロングの葬儀には20万人以上が参列し、彼の遺体は、彼が建設の立役者となったルイジアナ州会議事堂の敷地に埋葬された。また、1940年には墓にチャールズ・ケックによるロングの像が建てられた。ロングが率いた「富の共有運動」は、彼の死によって頓挫し、ルーズベルト再選の道を開いたとされる。2023年現在、アメリカにおいて現職の上院議員で暗殺されたのはロングとロバート・F・ケネディ（1968年）の2人だけである。

## 背景・前史

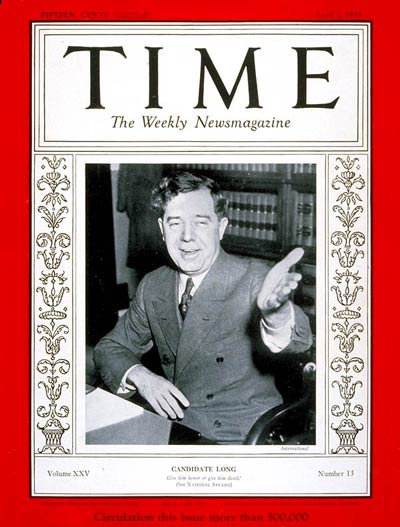
タイム誌の表紙を飾るヒューイ・ロング（1935年）

ヒューイ・ロングは元ルイジアナ州知事という経歴を持ち、1932年にルイジアナ州選出の上院議員となった。
当時のフランクリン・ルーズベルト大統領と、そのニューディール政策を熾烈に批判したことで全国的な人気を得ていた。
ロングは自身の政策として、連邦政府による大規模な財政出動、富裕税、富の再分配を柱とする「富の共有運動」（Share Our Wealth）を掲げていた。
しかし、これが上院で否決されると、彼は全国組織として「富の共有協会」（Share Our Wealth Society）を結成した。この組織は民主党やルーズベルト派に属さない、または反対する人々による地元ネットワークとして活動した。1935年までに、全国に2万7千のクラブが組織され、750万人以上の会員を持つに至った。ロングの事務所には週に平均6万通の手紙が届き、ロングは返事を書くために、48人のタイピストを雇っていた。
ロングが発行する「アメリカン・プログレス」紙の発行部数は平均30万部に上り、時に150万部に達する号もあった 。
ロングは以前より、自身に対する暗殺の可能性を認識していた。
むしろ、その認識に病的に取り憑かれていたと指摘する意見もあった。
1935年の演説では、政敵が「1人の男、1丁の銃、1発の弾丸」で私を殺そうとしていると主張した。
ときには自分はシカゴ・ギャングに狙われていると扇情的な主張を行ったことさえあった。
彼の側近であったジェラルド・L・K・スミスは「ヒューイ・ロングをホワイトハウスから遠ざける唯一の方法は、彼を殺すことだけだ」と述べた。1935年春に、ロングの対立候補は、ルイジアナ州での演説において「私には未来視（second sight）というような能力はない。が、この議事堂の磨かれた床の上には血潮が見える。もし、あなたがこの上を通るならば、死の白馬と共に旅立つことになるだろう」と述べていた。

## ロング暗殺
1935年9月8日（日曜）の朝、ロングはニューオーリンズにあるルーズベルト・ホテル12階のスイートルームを出た。ホテルを出る際、ロングは支配人のシーモア・ワイスから控除箱（deduct box）はどこにあるのかと聞かれ、「後で教える」と答えている。この控除箱は見つかっていない。
そしてロングはバトンルージュにあるルイジアナ州会議事堂に向かった。これは政敵ベンジャミン・ヘンリー・パヴィー判事を追放するための区割り法案（下院第1号法案）を可決するためであった。
午後9時20分、パヴィーを事実上追放する法案が可決された直後にロングは側近と共に議場を後にした。廊下を進んでいたところ、パヴィーの義理の息子カール・ワイスが行列の後ろから出てきた。公式発表によればワイスはロングに向けて4フィート（1.2m）離れたところからFNモデル1910セミオートマチックピストルで1発を撃った。
ある目撃者によれば、胴を撃たれたロングは叫び声を上げ、「撃たれた鹿のように」廊下を走っていたという。
「コサック」あるいは「スカルクラッシャー」のあだ名で呼ばれていたロングのボディガードは、携帯していた拳銃でワイスに発砲し、彼を射殺した。
目撃者の報告によれば、ワイスは60発以上撃たれていたという。一方ロングは階段を駆け下りると議事堂の敷地を横切り、車を呼んでアワー・レディー・オブ・ザ・レイク病院に運ばれた。
病院では腸の穿孔を塞ぐ緊急手術が行われた。
数時間後には容態が回復し、危機は脱したかに見えた。しかし、翌朝に腎臓からも出血していることが判明した。体力面から耐えられないとして、2度目の手術は見送られた。
そして撃たれてから31時間後の9月10日（火）午前4時10分、ロングの死亡が確認された。
いくつかの情報源によれば、彼の最期の言葉は「私のかわいそうな大学生はどうなるのだろうか」または「神様、私を死なせないでください。私にはまだたくさんやることがあります」であった。
伝記作家のT.ハリー・ウィリアムズは、ロングの死の原因は医療過誤と結論づけたが、実際により適切な手術を受けていれば助かったかどうかについては議論がある。

## 暗殺犯カール・ワイス

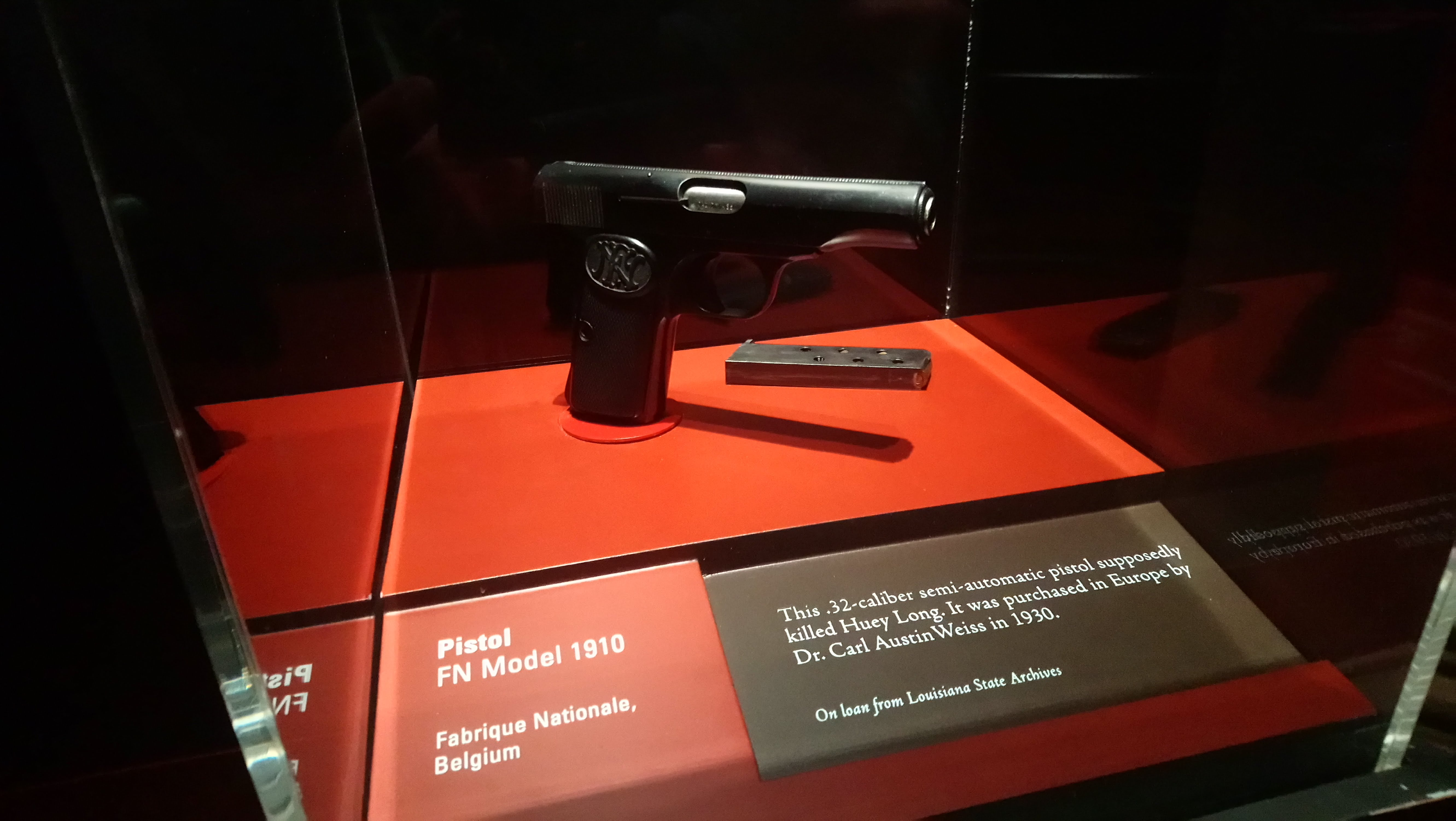
州議事堂に展示されている暗殺に用いられたワイスのFN ブローニングM1910

ロングを暗殺したカール・ワイスは28歳で、バトンルージュ出身の評判の良い耳鼻咽喉科医であった。父親はルイジアナ医師会の会長であった。
ワイスは政治には関わっておらず、パヴィー判事の娘イヴォンヌとの間に息子をもうけたばかりであった。
暗殺の動機について、ロングがパヴィー家を「黒人の血が流れている」と侮辱したためとする噂話もあるが、そのような発言の記録はない。
ワイスは拳銃を所持しており、往診時によく携帯していた（これは当時の一般的な慣行であった）。
事件後、当局によってワイスの自宅捜索が行われることはなく、この事件が計画的犯行であったかは不明である
。
当時、ワイスの妻や家族たちは彼の犯行事実を受け入れなかった。ワイスの両親は事件の日の早朝、ワイスがとても幸せそうに見えたと証言している。

## 懐疑論

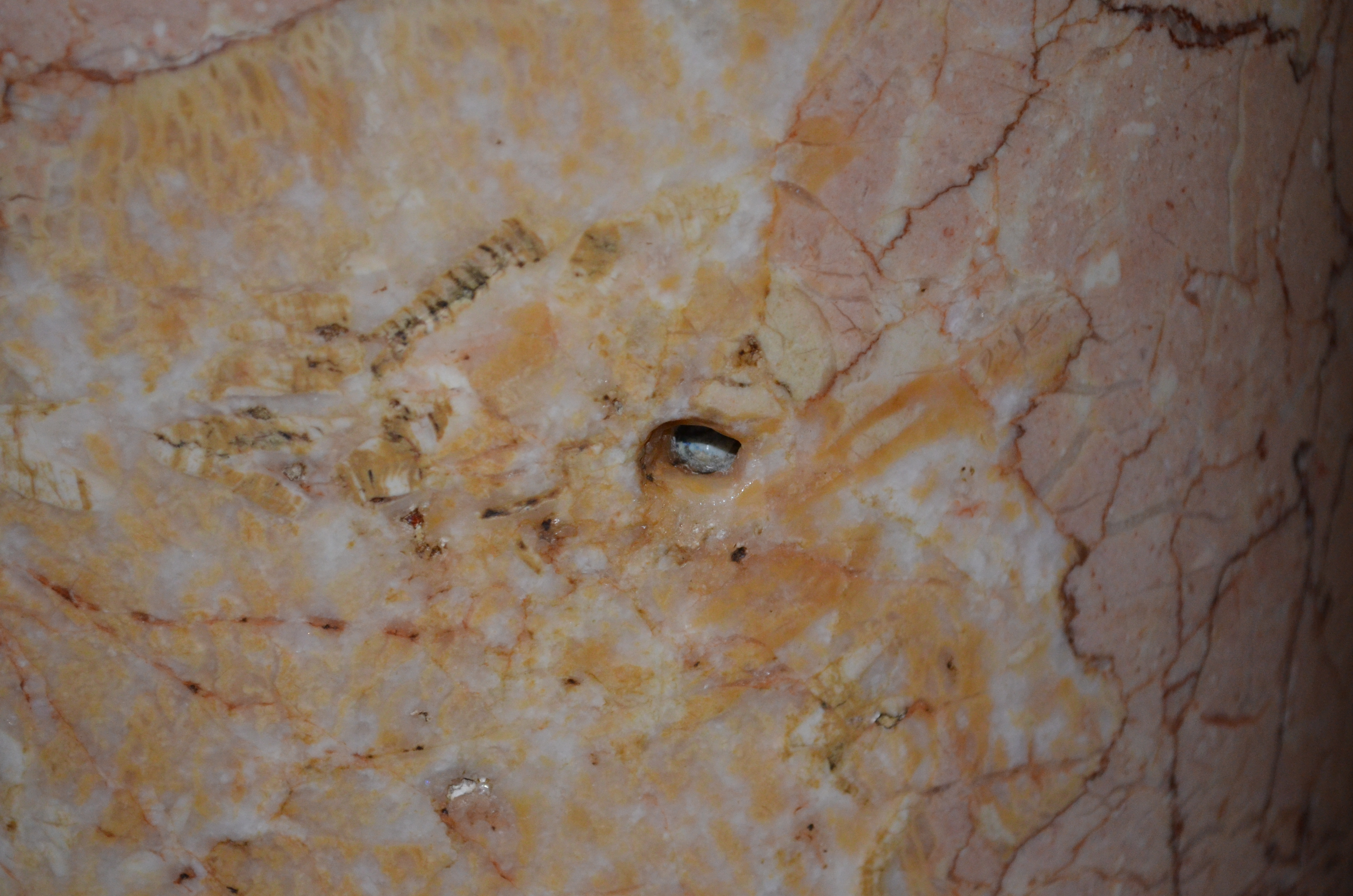
議事堂の大理石の柱に残る弾痕。ロングのボディガードの一人が撃ったものによる。

一般にはワイスがロングを暗殺したことになっているが、ロングは殴っただけだったと主張する者もいる。1935年の宣誓供述書の中で、瀕死のロングの手当てをした看護師のジュエル・オニールは、ロングが「あいつに殴られた場所だ（That's where he hit me.）」と述べていたと証言している。
この説を支持する者は、ワイスに致命傷を与えた1発の銃弾は、ボディガードが撃った弾が大理石の壁で跳ね返った跳弾であったと主張している。
1950年代のルイジアナ州警察長官フランシス・グレベンバーグは、宣誓供述書において1953年の賭博捜査の際に、ロングのボディーガードであったジョー・メッシーナとマーフィー・ローデンがワイスが彼を殴った後に発砲した、と3人の州兵が話していたのを聞いたと証言している。彼はまたロングの元ボディガードであった者がワイスの拳銃が彼の車から持ち出され現場に仕込まれていたと話したとも証言している。そしてグレベンバーグはこれ以上の捜査を禁じられたと主張している。
父が、ロングのボディーガードを務めていたというデルマス・シャープ・ジュニアは、1951年に父親がメッシーナの経営するバーに招待され、そこで父は彼が真犯人だと確信したと述べている。この時、メッシーナは背を向けていたが、この父の指摘を否定しなかったという。
エド・リードは1986年の著作において、ロングの葬儀を担当した葬儀屋から得た情報として彼の遺体から発見された銃弾は1発ではなく、2発であったと主張している。それによれば、夜遅くにやってきた医者が遺体から2発目の銃弾を摘出していったという。
銃撃の1時間後に現場に到着したワイスの兄弟トム・エド・ワイスは、銃撃時点で目撃者が認識していた場所からワイスの車が移動されていたと述べ、車中の小物入れから拳銃が持ち去られたのだと主張している。関連して検視官は、ワイスのポケットから車の鍵は見つからなかったと証言している。
ワイスの息子であるカール・ワイス・ジュニアは、父は拳銃を持ち込んだかもしれないが、それがロングに死をもたらしたものではないと無実を信じている。彼は1985年に行われたロングの息子ラッセルとの会話において父の銃の存在を知った。
彼はジョージ・ワシントン大学のジェームズ・スターズと共に、銃の行方を探し、1935年に州の犯罪捜査責任者であったルイス・ゲールの娘メイベル・ゲール・ビニングスがニューオーリンズの貸金庫に保管していたことを突き止めた。拳銃が入っている箱の所有権が法廷で争われ、1991年にビニングスが権利を放棄した。箱の中にはワイスの32口径自動拳銃、発射の衝撃で先端が丸まった32口径の弾丸、銃弾の穴が1つ開いているロングの衣服の写真が納められていた。
州警察の捜査官が試射した結果、弾丸はワイスの拳銃より発射されたものではないと結論づけられた。しかし、ボディガードの拳銃は大型拳銃であったために、彼らが発射した可能性もなかった。
ワイスの遺体は検死されなかった。このため、1991年に掘り起こされて調査がなされた
。
遺体はスミソニアン自然史博物館で調査された。ほぼすべての軟組織は腐敗しており、病理学者たちは損傷した骨を調査した。その結果、少なくとも24発の銃弾がワイスに命中したと結論づけられた。当時の目撃証言では60発以上命中したとあるため、多くの銃弾は骨に当たらず軟組織を通過したと推測された。この調査では着弾角度を特定することができた。それによれば、正面から7発、右から3発、左から2発、背後から12発撃たれており、ワイスは不規則な十字砲火を浴びて死んだことがわかる。
ワイスの頭蓋骨からは左目下付近から38口径の弾丸が発見された。弾道学の専門家ルシアン・C・ハーグによれば、この口径であれば通常、頭蓋骨は貫通するはずのため、体内に残っていたのは他の部位を貫通した後にエネルギーを失っていたためと考えられるとしている。実際、この弾丸にはスーツの繊維が付着しており、腕の骨に損傷があったことと合わせ、スターズは、ワイスは腕を前に上げて防御姿勢を取っていたと思われると述べている。
事件から50年後の1985年、ニューヨーク生命保険会社（MONY）が保険金支払のために、事件直後にロングの死を検証していたことが判明した。現場調査を行った調査官K.B.ポンダーは次のように報告している。

### 懐疑論への否定意見
1969年のロングの伝記で、ピューリッツァー賞を受賞したルイジアナ州立大学のT・ハリー・ウィリアムズ教授は、その著書の中で、ワイス犯人懐疑論を否定している。

## その後と影響

### 葬儀とロング派の動き

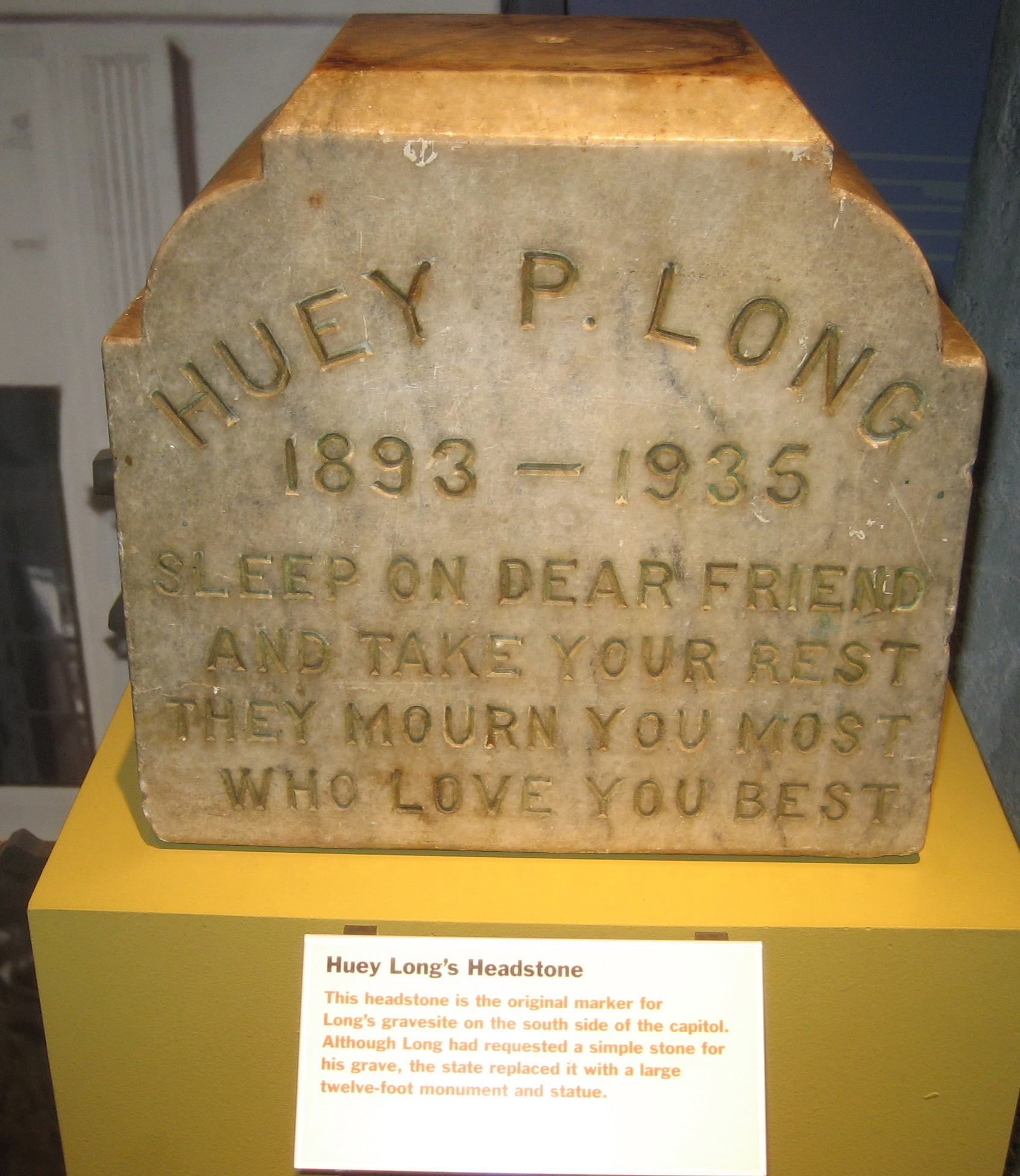
ロングのオリジナルの墓石

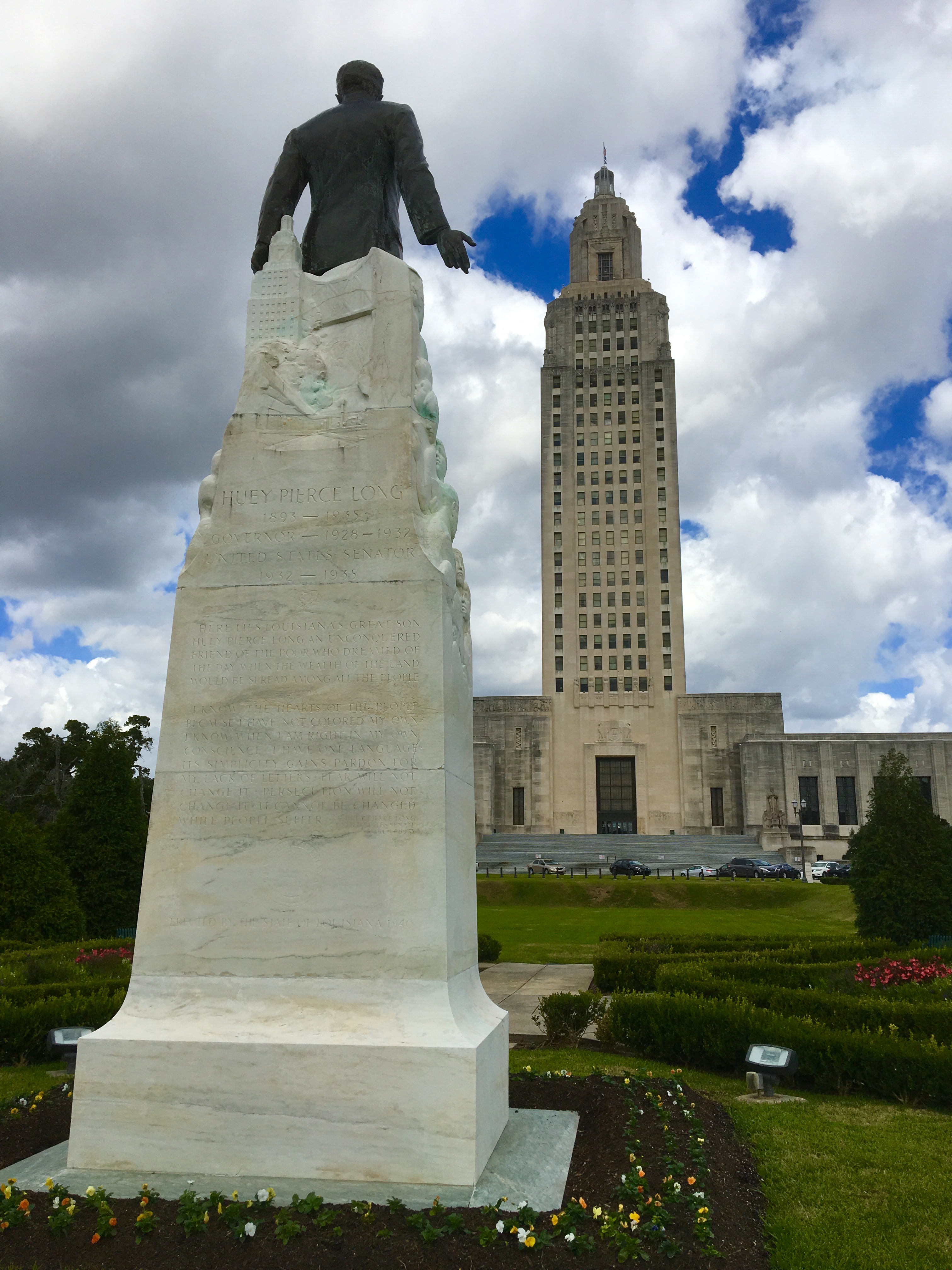
議事堂前に置かれたロングの墓と像

ロングの葬儀はルイジアナ州会議事堂で行われ、ロタンダ（広間）にタキシードを着せられた遺体が蓋は開いた状態で棺（青銅製、ガラス蓋付き）に納められていた。その葬儀には約20万人が訪れた。9月12日には数万人が葬儀を見守った。
葬儀委員長は「富の共有運動」を共に行い、後にアメリカ第一党を創設したジェラルド・L・K・スミスだった。
ロングは議事堂の敷地内に埋葬され、その墓には彼の功績を表す像が建てられた。
また、議事堂内には暗殺現場を示す銘板が設置されている。
1935年9月16日、州当局による検視審問が行われた。証言が許されたのは熱心なロング支持者のみであり、この中には銃撃は目撃していない判事すら含まれていた。対して弾道や医学的証拠は調べられなかった。
民主党内のロング派はすぐにこの状況を利用し、今回の暗殺事件がさらに大掛かりな陰謀の一部にすぎないと仄めかし、対立者たちを「暗殺党」と揶揄した。さらに「ヒューイ・ロングはなぜ殺されたのか！」と題する50ページに渡る小冊子の発行も行ったが、連邦政府の調査では政治的陰謀の証拠は見つからなかった。
次の州知事選挙では、ロング派はオスカー・K・アレンを勝たせるため、イミテーションの血液容器を持って「これは、ヒューイ・ロングがあなた方のために流した血のように、彼の体から流れ出て床を汚した血です。あなたは（暗殺事件を）計画し、実行した者たちに投票するつもりですか。」とネガティブ・キャンペーンを張った。選挙はアレンが勝利した。

### 1936年大統領選挙
ロングの死はルーズベルト政権を安堵させ、1936年の大統領選挙において地滑り的勝利をもたらした。民主党全国委員会長ジェームズ・ファーリーは、「私はいつだってヒューイのことを笑い飛ばしていたが、実際はそんなことは感じていなかった」とロングに危機感を抱いていたことを公に認めている。また、ルーズベルトの側近で経済顧問であったレックスフォード・タグウエルは「彼がいなくなったとき、この地に慈悲深い平和が訪れたように見えた。カフリン神父やレノ、タウンゼントなど、ヒューイに比べればピグミーに過ぎない。彼は大きな奇才（phenomenon）だった」と後に書いている。また、タグウエルはルーズベルトがロング暗殺を「幸運な出来事（providential occurrence）」と見ていたとも書いている。
このコメントはロング暗殺にルーズベルトや政府機関が関わっていたとする陰謀論の根拠として用いられることになる。

### 世間への影響
その暗殺によって、ロングはルイジアナ州の一部においてほぼ伝説的な人物となった。1938年、スウェーデンの社会学者グンナール・ミュルダルは、ロングの生存を信じているだけではなく、現職大統領だと主張する田舎の子供たちに出会ったと述べている。
1940年のギャラップ世論調査では、ルイジアナ人の55％がロングを肯定的に評価したのに対し、否定的評価はわずか22％であった。